# Bloedarmoede

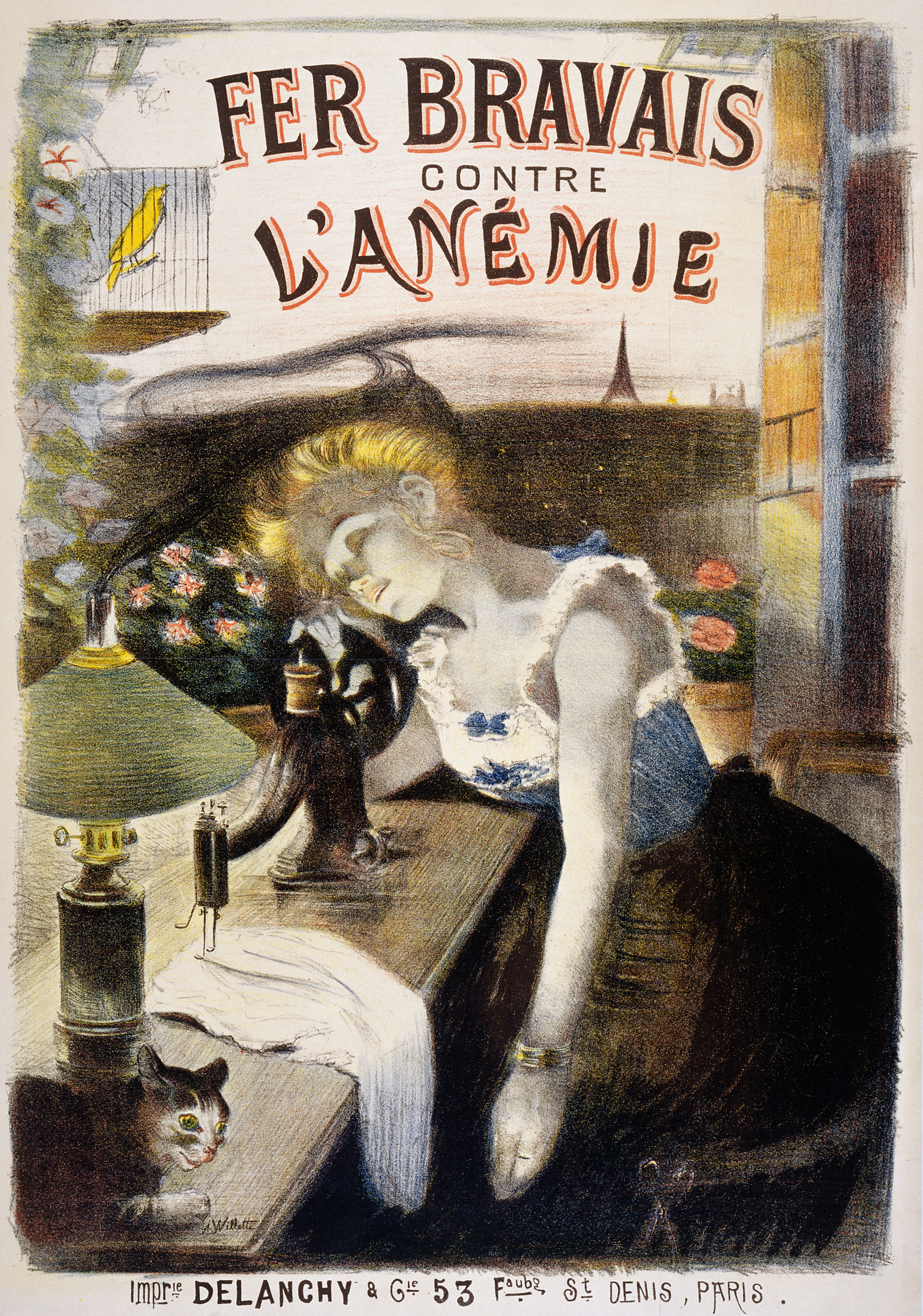
De Parijse naaister heeft te weinig ijzer (fer) gebruikt en heeft nu een grauwe kleur door bloedarmoede (anémie). Ze is uitgeput en heeft haar schaar laten vallen. Reclame eind 19e eeuw.

Bloedarmoede of anemie (van Oudgrieks ἀναιμία: bloedloosheid) is een toestand waarbij er sprake is van een te laag gehalte aan rode bloedcellen (erytrocyten) in het bloed. Dit kan het gevolg zijn van een verstoorde aanmaak, verhoogde afbraak of verlies van rode bloedcellen. Hemoglobine is een belangrijk bestandsdeel van rode bloedcellen. Hemoglobine is het rode, zuurstof- en koolstofdioxidetransporterende eiwit in bloed, dat zich bevindt in de rode bloedcellen. Bloedarmoede is dus niet altijd het hebben van "te weinig" bloed, zoals de naam suggereert.
Hemoglobine (Hb) bevat ijzer. Een tekort aan ijzer kan het directe gevolg zijn van te weinig ijzer in de voeding, maar ook het gevolg van onvermogen het ijzer op te nemen of door een verhoogd verlies van reeds aanwezig ijzer. IJzertekort is echter niet de enige oorzaak van anemie, er zijn nog tientallen andere mogelijke oorzaken, merendeels zeldzaam tot zeer zeldzaam. In Nederland wordt er gesproken over anemie wanneer de molaire concentratie Hb lager is dan 7,5 mmol/l bij vrouwen, 6,8 bij zwangeren en lager dan 8,5 mmol/l bij mannen.

## Diagnostiek van anemie
Wanneer er bij een patiënt anemie is vastgesteld door middel van een Hb bepaling, wordt er aanvullende diagnostiek verricht om de oorzaak van deze anemie vast te stellen. Allereerst wordt er onderscheid gemaakt tussen de verschillende typen anemie. Dit onderscheid wordt gemaakt door het meten van het mean corpuscular volume (MCV) van de rode bloedcellen:
- microcytaire anemie MCV < 80 fl
- normocytaire anemie MCV 80-100 fl
- macrocytaire anemie MCV > 100 fl

Het beeld van een microcytaire anemie wordt gevonden bij een tekort aan ijzer, bij erfelijk afwijkende vormen van hemoglobine, bijvoorbeeld thalassemie of sikkelcelanemie, of bij chronische ziekte. Om een ijzergebreksanemie aan te tonen wordt de hoeveelheid ferritine bepaald in het bloed van de patiënt, vaak in combinatie met serumijzer en transferrine. Is de ferritineconcentratie lager dan 15 µg/l en is er geen sprake van een ontstekingsproces, dan is een tekort aan ijzer zo goed als zeker de oorzaak van de microcytaire anemie.
Normocytaire anemie kan ontstaan door beenmergziekte, nierproblemen of door hemolyse, afbraak van rode bloedcellen.
Macrocytaire anemie kan ontstaan door een tekort aan vitamine B12 en foliumzuur, alcoholisme, medicatie, hypothyreoïdie, leverfunctiestoornissen of door het myelodysplastisch syndroom (MDS).

## Systematische lijst van oorzaken
Bloedarmoede kan ontstaan door:
- verminderde productie van bloedcellen
  - tekort aan ijzer
  - megaloblastaire anemie, tekort aan vitamine B12
  - megaloblastaire anemie, tekort aan foliumzuur
  - pernicieuze anemie
  - door erfelijke afwijkende vormen van hemoglobine: bijvoorbeeld thalassemie en sikkelcelanemie
  - chronische ziekten: reuma, chronische infectieziekten en kwaadaardige gezwellen
  - aplastische anemie: beenmergziekten waarbij de productie is verminderd
  - myelophthisis: ziekten waarbij het beenmerg verdwijnt, bijvoorbeeld door verdringing door tumorcellen
- hemolyse: verhoogde afbraak van bloedcellen 
  - door afwijkingen aan de cellen zelf: ovalocytose, sferocytose
  - door aantasting van de rode bloedcellen door eencellige parasieten: malaria
  - door auto-immuunprocessen
  - door splenomegalie
  - door enzymdeficiënties, bijvoorbeeld G6P-dehydrogenasedeficiëntie en pyruvaatkinasedeficiëntie
  - door membraanafwijkingen, bijvoorbeeld paroxismale nachtelijke hemoglobinurie of erfelijke sferocytose
  - door immunohemolytische anemie
  - door microangiopathieën, zoals trombotische trombocytopenische purpura of hemolytisch-uremisch syndroom
- door bloedverlies.
  - bij verwondingen of bij een bevalling, bloedverlies dat zo groot is dat er meer bloed wordt verloren dan door het lichaam snel kan worden gemaakt
  - bij zware menstruaties
  - bij langdurig, vaak ongemerkt bloedverlies uit de darm: poliepen, tumoren, parasieten met name wormen, waardoor de ijzervoorraad van het lichaam langzaam uitgeput raakt

## IJzertekort
Bij mensen is ijzergebrek de meest voorkomende oorzaak van bloedarmoede. Bloedarmoede veroorzaakt door ijzergebrek heet ook ferriprieve anemie. Door het ijzertekort wordt de synthese van hemoglobine geremd. Het ijzertekort wordt veroorzaakt door te weinig ijzerhoudend voedsel te eten. Het kan ook worden veroorzaakt door bloedverlies, bijvoorbeeld bij de menstruatie. Deze vorm van bloedarmoede komt dan ook vaak voor bij vrouwen in de vruchtbare leeftijd. Dit is wel te behandelen door voedsel te nuttigen dat veel ijzer bevat, zoals rundvlees, lamsvlees, volkorenbrood, donkergroene bladgroenten, broccoli en sperziebonen. Bij langdurige sterke menstruaties zal ijzer in tabletvorm moeten worden bijgegeven als supplement (staalpillen). Door voedsel te eten (of supplementen te nemen) met veel ascorbinezuur (vitamine C) wordt de opname van ijzer in het bloed bevorderd. Vitamine C komt vooral voor in groenten zoals paprika, vooral de rode, en broccoli en in fruit, vooral kiwi's.
Als de oorzaak van een ijzergebreksanemie niet duidelijk is dient nader onderzoek gedaan te worden om bijvoorbeeld een darmtumor uit te sluiten. (Bij een darmtumor kan het voorkomen dat de patiënt dagelijks ongemerkt een paar milliliter bloed verliest.) Bij mensen afkomstig uit Afrika en het gebied rond de Middellandse Zee komen hemoglobine-gerelateerde ziektes (hemoglobinopathieën) veel meer voor dan bij mensen afkomstig uit noordelijker gebieden. Dit is waarschijnlijk een gevolg van selectiedruk door malaria die voorkomt in warmere klimaatgebieden: die verloopt vaak minder ernstig bij een hemoglobinopathie.

## Infecties
Ernstige infecties en andere chronische ziekten die veel van de energie van het lichaam vergen kunnen leiden tot bloedarmoede. Door de bloedarmoede heeft men minder weerstand tegen infecties, waardoor er andere infecties kunnen ontstaan. Kans op chronische infecties is dan ook aanwezig.

## Bloedverlies
Bij (veel) bloedverlies, bijvoorbeeld bij een ongeval of grote operatie of menstruatie, kan ook bloedarmoede optreden. Dit kan, als de situatie zeer ernstig is, worden verholpen door een bloedtransfusie. Bij geringere bloedarmoede na een grote bloeding geeft men liever ijzer en laat het lichaam zelf de nodige nieuwe bloedcellen maken. Versterkt bloedverlies kan ook optreden als er een erfelijke stoornis is in de bloedstolling, bij hemofilie, waardoor men blijft bloeden, ook bij een relatief klein ongeval zoals een sneetje in de vinger, bloedneus. Ook het gebruik van anticoagulantia (antistollingsmiddelen) kan leiden tot meer bloedverlies.

## Gebrek aan vitamine B12
Deze vorm van bloedarmoede wordt niet altijd ontdekt. Vooral ouderen kunnen last krijgen van een vitamine B12 gebrek als hun stofwisseling stoornissen gaat vertonen. Door het gebrek aan vitamine B12 wordt de vorming van rode bloedcellen verstoord. Hierdoor kan men erg vermoeid raken. Tekorten aan vitamine B12 kunnen ontstaan door deficiënte voeding, namelijk te weinig dierlijke producten, maar ook door een verworven defect in de opname van vitamine B12: bij pernicieuze anemie. Bij bloedarmoede door gebrek aan vitamine B12 of aan foliumzuur zijn de bloedcellen die men nog heeft meestal te groot; bij ijzergebrek juist meestal te klein.

## Symptomen
Veel voorkomende kenmerken en symptomen bij bloedarmoede zijn:
- vermoeidheid sneller dan normaal
- kortademigheid sneller dan normaal
- tachycardie, snel hartritme
- hoofdpijn
- algemeen zwaktegevoel

bij ernstiger bloedarmoede ziet men soms:
- bleke huid (met name onder de vingernagels)
- bleke lippen
- hartkloppingen
- duizeligheid
- oorsuizingen
- koude handen en voeten
- tintelingen in de voeten gevolgd door het gevoel te hebben op bobbels/bollingen te lopen.
- gebarsten mondhoeken, of scheurtjes in de lippen

Bij mensen met vernauwde kransslagaders kan het eerste symptoom van bloedarmoede weleens zijn dat ze sneller pijn op de borst krijgen.
Het schatten van de bloedarmoede door naar de patiënt te kijken is echter lastig en men kan zich heel makkelijk vergissen. Bovendien kan iemand een zeer forse bloedarmoede hebben zonder klachten of tekenen. Bloedarmoede kan objectief vastgesteld worden door bloedonderzoek. Afhankelijk van de oorzaak van de bloedarmoede zal de arts een geschikte medicatie voorschrijven. Sommige vormen zijn onbehandelbaar. Die zijn gelukkig meestal of zeldzaam, of niet ernstig.